# 中沢初絵
中沢 初絵（なかざわ はつえ、1967年6月29日 - )は東京都出身沖縄県育ちのアイドル、タレント。父親は東京都、母親が沖縄県出身。弟は漫画家でタレントの山咲トオル。一人娘をもつ、ママドル。

## 略歴
高校在学中から沖縄アクターズスクールに通う。
1986年、日本旅行「赤い風船」沖縄キャンペーンガールをきっかけに、同年5月21日、RVC/RCAレコードから「Sweet Summer Lady -年下サーファー・ボーイ-」でデビュー。11月、2ndシングル「中国恋魔術 -チャイナマジック-」発売。1991年、ミス日本に沖縄から初めて選ばれる。2005年8月にデビュー20周年を記念し、インディーズCD「ルドママツエハ〜ママドルのテーマ」2000枚を制作・完売。 売上金全額をアジアの恵まれない人々へ寄付贈呈。2010年3月、社団法人日本ソムリエ協会により名誉ソムリエに就任。2011年5月21日にデビュー25周年記念アルバム「H」発売。2021年、歌手デビュー35周年記念ミニ・アルバム「Blue Moon」を発売、弟の山咲トオルと共演した。私生活では離婚歴がある。元夫の名前は弟の芸名に使われている。

## 出演

### テレビドラマ
- 裸の大将 第56話「オホーツクに花が咲いた ‐北海道編‐」（1992年、KTV / 東阪企画）

### テレビ番組
- RBC「ママドルの情報ポケット」
- 千葉テレビ「ごちそうライフ」
- HTB 「ハナタレナックス」（沖縄ロケでのMC出演）
- QAB「今夜もココカラ!」

### ラジオ
- ROK 「気ままにウィークリー」
- ベイエフエム「Aqualine Stories」

### CM
- ナンポー通商ちんすこうLight
- アトムホーム